# 柳沢彩美
柳沢 彩美（やなぎさわ あやみ、1987年10月14日 - ）は、CBCテレビのアナウンサー。

## 来歴
愛知県名古屋市緑区出身。名古屋市立扇台中学校、愛知淑徳高校、愛知淑徳大学現代社会学部現代社会学科メディアプロデュースコース卒業。

### 幼少期〜学生時代
小学生高学年の頃に担任の先生から声を褒められたのをきっかけにアナウンサーに憧れる。
高校時代にバトントワリングをしていた（2年生の時に全国大会出場）。高校生の頃からテレビの仕事に興味があり、愛知淑徳大学のオープンキャンパスで本格的なスタジオや機材を目にし、大学進学を決める。
大学在学時はサークルには入らなかった。メディア・リテラシーや映像制作など多様な授業を履修し、テレビタレントセンター（ただし大学卒業の時期に閉校）で1年間の訓練を受ける。その後名古屋タレントビューローに所属し、ぎふチャンのラジオレポーターのアルバイトをした。

### 中部日本放送に入社
2010年4月1日に入社。同期は吉岡直子。“初鳴き”は同年7月21日放送の多田しげおの気分爽快!!朝からP・O・N。その後、南部志穂一人だけだった地上デジタル放送推進大使に追加任命され、同年9月21日の“中日ドラゴンズ地デジ応援隊”結成に合わせデビューすることになった。
2011年2月7日と2月14日にTBS系列の時代劇ドラマ水戸黄門にエキストラ出演した。元々、イッポウの取材で水戸黄門の撮影現場を訪れ、出演者の里見浩太朗らにインタビューをしたものだったが、スタッフから水戸黄門の出演を依頼され、そのまま出演する形になった。
2019年3月31日放送の『サンデードラゴンズ』で第1子妊娠を発表、同日を以って6年間アシスタントを務めた『サンデードラゴンズ』を卒業。尚4月1日から始める新番組『ドラ魂キング』については出産直前まで出演した上で産前産後休業に入ることを明らかにしている、6月15日放送分を最後に産休入り。同年に第1子となる男児を出産し、翌2020年4月20日より復帰。

## 人物
- 趣味・特技：お菓子作り[7][11][12]
- 性格：へこたれない、一つのことに集中すると周りが見えなくなる[8]。
- 音楽：洋楽を聴く。邦楽はブラックビスケッツ、嵐が好きだった。
- 好きなテレビ番組：子供の頃は『ウリナリ』が好きで、他に『北の国から』を見ていた[8]。
- 好きな食べ物：フルーツや野菜[7]。一日に1回はパンか洋菓子を食べる[7]。パンにバターを塗る量[13]、喉越しと噛み応えにこだわりがある[7]。
- アルバイト経験：4年間ホテルの宴会場で配膳業務をしていた[6]。
- 家族：母と同居している。弟（4歳下）がいる。

### エピソード
- 小学5年生の始業式の日に転校する。学級委員を決めることになり手を挙げて立候補した。
- CBCテレビのアナウンサー採用試験（カメラテスト）で着用したスーツはアナウンサー試験で着る人が多い白、クリーム、ベージュではなく、自分に合うネイビーを選んだ[8]。
- スタジオに持ち込む必需品はボールペン。3色ボールペンはバッグに7本入れている。原稿にルビを振ったり書くのは青。原稿が黒で印刷しているので、青か赤を使う[14]。
- 自分を動物に例えるならラビット[7]。
- 中日ドラゴンズの大島洋平と同じ中学校出身で[2]、大島の2歳下の弟とは同級生である。大島選手は中学生の頃に柳沢と接点はなかったが、弟によると「かわいかったので覚えてた」と話していたという。柳沢は大島兄弟のことは学生時代から知っており、「大島選手は私の2つ上で、弟さんは私と同学年で皆さんスポーツ万能でさわやかで注目してます」と話した。
- 2017年10月に熱田警察署、2025年2月5日に緑警察署の一日署長を務めた[15]。
- CBCアナウンサー公式YouTubeチャンネル「みてちょてれび」で運営と企画を担当している。同様に毎日放送（MBS）でYouTubeチャンネル「ウラオモテレビ」を担当している福島暢啓とは、同じYouTubeの運営を担当している同士のため頻繁に情報交換しており、福島を「師匠」と呼んでいる[16]。

## 現在の出演番組

### テレビ
- チャント!
  - 水曜サブキャスター（2021年1月6日 - 3月24日）
  - 月 - 水曜サブキャスター（2021年3月29日 - 9月29日）
  - 月 - 水・金曜メインキャスター（2021年10月4日 - 2022年5月6日）
  - 月 - 水曜メインキャスター（2022年5月9日 - 2023年3月29日）
  - 月 - 木曜キャスター（2023年4月3日 - 2024年3月28日）
  - 月・木・金曜キャスター（2024年4月1日 -2024年9月27日 ）
  - 月・火・木・金曜キャスター（2024年9月30日 - ）

- CBCニュース

### ラジオ
- CBCニュース

## 過去の出演番組

### テレビ
- 東海地方のコト なるべくちゃんと調べます!（2012年1月12日 - 9月20日）
- なるほどプレゼンター!花咲かタイムズ（2016年10月1日 - 2017年9月30日）
- サンデードラゴンズ（2013年4月7日 - 2019年3月31日）
- イッポウ（2013年4月1日 - 2019年3月29日、フィールドキャスター）- 2013年3月29日までは金曜中継を担当。キャスターは、2016年6月28日までは月・火曜日、2018年9月26日までは月 - 水曜日

#### 他局での出演
- 週刊さんまとマツコ（TBSテレビ）（2025年1月23日SP、1月26日#163）

### ラジオ
- 宮部和裕のドラゴンズEXPRESS（2010年10月 - 2011年3月）
- 若手アナ自由時間 ひきだし（2011年2月4日 - 2012年3月30日）
- 多田しげおの気分爽快!!朝からP・O・N
  - 木・金曜アシスタント（2011年4月7日 - 2013年3月29日）歌のない歌謡曲も生で担当する。
- つボイノリオの聞けば聞くほど (2012年、2021年9月10日) - 小高直子アナウンサーの代理出演
- ドラ魂キング（2019年4月5日 - 2019年6月14日、金曜アシスタント。2020年4月23日 - 2022年3月24日 、木曜アシスタント）
- 若狭敬一のスポ音
  - 柳沢彩美のハッピーミュージック担当（2010年10月10日 - 2019年6月15日・2020年4月25日[17] - 2021年3月）
- きく!ラジオ（2021年3月29日 - 2023年3月26日 月・火曜担当、2024年11月27日）
- おなかがグーは、しあわせのグー。（2024年8月26日 - 29日[18]） - 中部ブロック8局ネット